# Bosnyák Géza
Felsőpataki Bosnyák Géza Béla István (Somogytúr, 1863. augusztus 11. – Misefa, 1935. március 25.) politikus,  Zala vármegye főispánja, felsőházi tag, okleveles gazdatiszt, a "Zalamegyei Gazdasági Egyesület" tagja, a zalamegyei Függetlenségi és Negyvennyolcas Párt elnöke, a zalamegyei Országos Tulipánkert Szövetségnek a tagja.

## Élete
A Somogy megyei nemesi származású felsőpataki Bosnyák család sarja. Édesapja felsőpataki Bosnyák Gusztáv (1837–1886), földbirtokos, édesanyja szalai Szalay Jozefa Hedvig (1839–1919) volt. Apai nagyszülei felsőpataki Bosnyák Lajos (1811–1873), földbirtokos és Pelikán Karolina voltak. Anyai nagyszülei szalai Szalay József és macsovai Litsek Antónia (1812-?) voltak. Fivére felsőpataki Bosnyák Zoltán (1861–1948), jogász, drámaíró, belügyi államtitkár.
Középiskolai tanulmányait Nagykanizsán végezte, majd később, Mosonmagyaróváron, a Gazdasági Akadémián gazdatiszti oklevelet szerzett. Több évig, a politikától távol, a misefai birtokán gazdálkodott, azonban az 1905-06-os "nemzeti ellenállás" idején alelnöke volt a zalavármegyei alkotmányvédő bizottságnak. 1910-ben Nagykanizsán Függetlenségi és Negyvennyolcas Párt programmal országgyűlési képviselőnek választották. Az Eszterházy-kormány alatt Zala vármegye főispánjának nevezték ki 1917. július 7.-én és egészen 1918. december 13.-áig. Meghatározó egyénisége volt Zala vármegye törvényhatósági munkájának és a közigazgatási bizottságnak közel négy évtizeden keresztül. Révfalusi Szentmihályi Dezső, Ódor Géza és Plihál Viktor mellett, az Egységes Párt zalamegyei fiókjának az egyik meghatározóbb egyénisége az 1920-as évek második felében és az 1930-as éven elején.
1926. március 25.-én. A Keszthelyen lezajlott nagyszabású alakuló nagygyűlésen a kisgazdák mellett jelentős számban vettek részt a megye befolyásos földbirtokosai. Ott volt Bosnyák Géza volt főispán, Malatinszky Ferenc és Szentmihályi Dezső (1863–1935) földbirtokosok. Megjelent természetesen a párt alapításában Gaál Gaszton mellett oroszlánrészt vállaló három zalai képviselő, Reischl, Forster és Farkas. A Zalamegyei Agrárpárt elnökévé Bosnyákot, alelnökévé Szentmihályi Dezsőt választották.
1927-ben Zala vármegye felsőházi taggál választották meg, és 1929. július 19.-én Zala vármegye örökös tagjának választották.

## Házassága és gyermekei
1893. november 11.-én Somogysárdon, feleségül vette az előkelő nemesi saárdi Somssich család köznemesi ágából származó saárdi Somssich Jolán Zsuzsanna (*Somogysárd, 1874. június 13.–†Zalaegerszeg, 1949. február 16.) kisasszonyt, saárdi Somssich Andor (1844–1927), országgyűlési képviselő és kisjeszeni és megyefalvi Jeszenszky Zsuzsanna (1852–1891) lányát. Az apai nagyszülei saárdi Somssich Lőrinc (1819–1894), Somogy vármegye másodalispánja és Koin Mária (1825–1847) voltak. Az anyai nagyszülei kisjeszeni Jeszenszky Ferenc (1822–1891) királyi tanácsos, Baranya vármegye alispánja, valamint almási és gödrei Siskovics Ilona (1822–1894) voltak. Az esküvői tanúk felsőpataki Bosnyák László, rendesi Bárány Dénes, kisjeszeni Jeszenszky Ferenc, és Friebisz Miklós földbirtokosok voltak. Bosnyák Géza és Somssich Jolán házasságából született:
- vitéz felsőpataki Bosnyák Andor (*1896–†Misefa, Zala vármegye, 1942. november 5.), Zala vármegye törvényhatósági bizottsági tagja, huszárszázados, földbirtokos. Első nej: pálfiszegi Pálffy Ilona (1909–1943).[12] Második neje: Mészáros Klára.
- felsőpataki Bosnyák Iván Miklós Lajos (*Balatonlelle, Somogy vármegye, 1897. szeptember 20.–†),  cs. és kir. tengerész, földbirtokos,. Felesége, miklósvári Miklós-Szeghy Ilona (*Kisrozvágy, Zemplén vármegye, 1908. december 6.–†?).
- felsőpataki Bosnyák Zoltán.